# Semiotus imperialis
Semiotus imperialis is een keversoort uit de familie kniptorren (Elateridae). De wetenschappelijke naam van de soort werd voor het eerst geldig gepubliceerd in 1844 door Guerin-Meneville als Eucamptus imperialis.